# Fløng Sogn
Fløng Sogn ist eine dänische Kirchspielgemeinde (dän. Sogn) im Südwesten der Region Hovedstaden auf Seeland.
Im Kirchspiel leben 4.483 Menschen (Stand 2025).

## Kirche
Die Fløng Kirke wurde um das Jahr 1150 erbaut und ist somit das älteste Gebäude in der Kirchspielgemeinde. Die Kirche liegt im Nordwesten des Ortes Fløng im Südteil des Kirchspiels. Von dem ursprünglichen Bau existieren heute lediglich Teile der Längsmauern, gebaut aus Kalkstein. Der Kirchturm, errichtet aus Backstein, stammt aus dem 13. Jahrhundert und wurde im 16. Jahrhundert auf 19 m Höhe vergrößert. Der heutige Altarraum stammt aus der Zeit um 1500.

## Geschichte

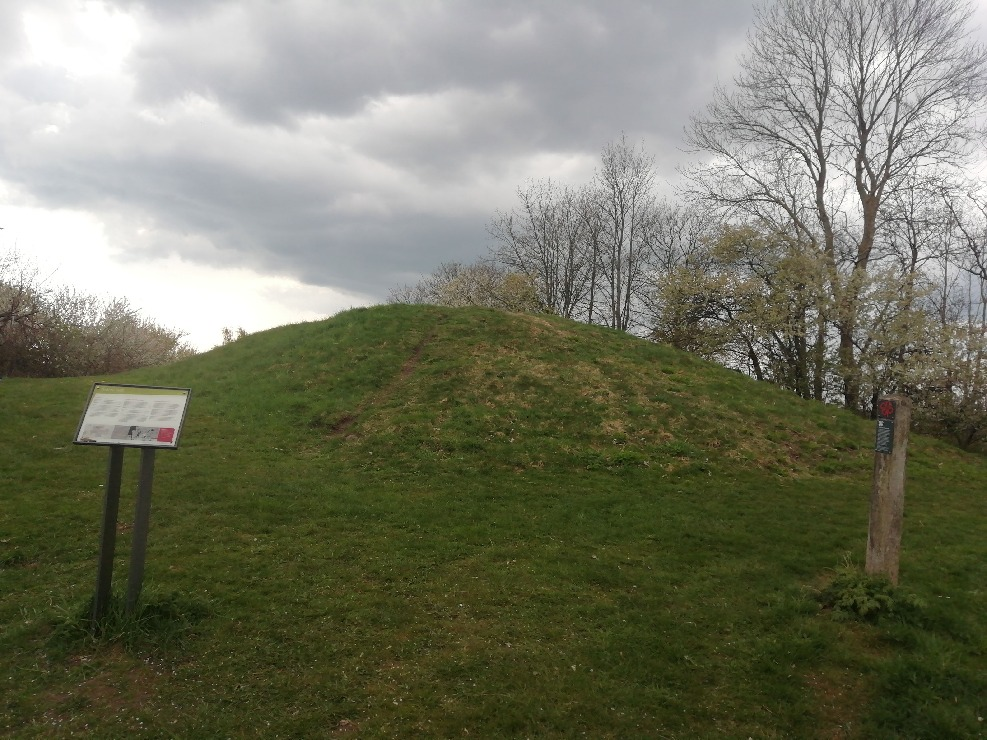
Der Grabhügel Baunehøj, errichtet um 3500 v. Chr. bildet den höchsten Punkt in Fløng.

Ausgrabungen zeigen, dass das Gebiet bereits bewohnt war seit dem frühen Neolithikum und bis in die frühe Eisenzeit. Das Kirchspiel ist benannt nach dem Kirchdorf Fløng (heute eingegliedert in die Stadt Hedehusene); dessen Name wird im Jahre 1259 erstmals in der Form Fløngi erwähnt und 1370 als Flyngæ geschrieben.

## Söhne und Töchter des Kirchspiels
- Mikael Pedersen (1855–1929), Erfinder des Pedersen-Fahrrads